# Berthe Art
Berthe Constance Ursule Art (Brussel, 26 december 1857 – Sint-Gillis, 27 februari 1934) was een Belgisch kunstschilderes die voornamelijk stillevens in pastel schilderde.

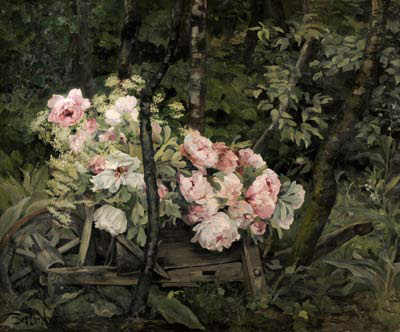
De bebloemde kruiwagen

## Levensloop
Zij was een dochter van Ferdinand Art en van Constance Luc. Haar broer, Georges, was letterkundige die later in Nantes woonde. Art bleef ongehuwd en woonde en werkte in de Blanchestraat 28 te Sint-Gillis/Brussel.
Ze ontving haar artistieke opleiding in de ateliers van Franz Binjé te Brussel en een korte tijd bij Alfred Stevens in Parijs. Ze specialiseerde zich in de uitbeelding van bloemen en stillevens, zowel in olieverf als -vooral- in pastel.
Typisch voor Art zijn de vele accessoire-stillevens: kunstige voorstellingen van bibelots, antiquiteiten en prullaria.
Tijdens haar leven was ze een vaste gast op de meeste Belgische Salons, van 1888 tot 1906 op die te Parijs en in de jaren 1896-1898 op die van de Royal Academy in Londen.
In 1888 was ze medeoprichtster van de “Cercle des Femmes Peintres”. Andere leden waren Marie De Bièvre, Louise De Hem, Marguerite Dielman, M. Heyermans, Alice Ronner, Rosa Venneman, Marguerite Verboeckhoven en Emma Verwee. Ze organiseerden vier tentoonstellingen (1888, 1890, 1891, 1893) waarna de groep wellicht uit elkaar viel.
Art maakte enkele occasionele portretten alsook enkele landschappen, doorgaans met sites aan de Côte d'Azur: “Vue d'’Antibes”, “Le port de Cannes”, “Cap Ferrat”.

## Situering
De 20e-eeuwse kunsthistorici waren niet mals voor Art. Paul Colin smaalde: “… de stillevens die juffrouw Berthe Art met behulp van eenden en chrysanten zonder liefde en zonder enige vermoeienis reeds zovele jaren vermenigvuldigt…”.
In feite was ze een schoolvoorbeeld van de ambachtelijke kunstenaar-specialist, technisch sterk begaafd, gedreven in haar onderwerp, maar zonder enige interesse voor vernieuwing.
Een van haar leerlingen was Jeanne Maquet-Tombu (Andenne 1893-1978), eveneens een schilderes van bloemen en stillevens. Haar werken behalen nog steeds behoorlijke prijzen op veilingen, zoals een pastel op papier "Stilleven met vogels en appelsien" werd in oktober 2000 geveild op €446 bij het veilinghuis Bernaerts in Antwerpen en haar Pastel op papier "Compositie met bloemen en granaatappels" in maart 2008 voor €500 bij Hôtel de Ventes Horta, Brussel.

## Overzicht van enkele tentoonstellingen
- Brussel, Salon 1888, Cercle des Femmes Peintres: “Atelieraccessoires en Vruchten”
- Antwerpen, Salon 1888: “Het hoofd van de Heilige Johannes”
- Gent, ‘Cercle Artistique et Littéraire’ (1897)
- Brussel, Salon de Printemps 1909: “Witte gans, maïs en chrysanten”, “ Zwarte kalkoen, kolen en anemonen”, “Eend en vruchten” (3 pastels),
- Parijs, Exposition universelle 1900: “Askruid” (pastel),
- Berlijn, Ausstellung Belgischer Kunst, 1908: “Zeebarbelen en Violieren”

## Trivia
- Bij legaat stichtte de kunstenares in 1934 de “Bourses Berthe Art” (Berthe Artprijs) dat jaarlijks door het Ministerie van Onderwijs beurtelings aan jonge beeldhouwers en kunstschilders wordt toegekend.
- Portret door G.F. Lemmers in het boek “Portraits d’Artistes” van S. Pierron (zie lit.).

## Musea
- Antwerpen, Koninklijk Museum voor Schone Kunsten: “Blauwe ara’s” (aankoop 1903)
- Bergen (‘Mons’), Musée des Beaux-Arts: “Irissen”
- Brussel, Koninklijke Musea voor Schone Kunsten van België: “Rode papavers” (aankoop 1897)
- Elsene, Museum van Elsene: “Korenbloemen, kolen en begonia’s”
- Kortrijk, Stedelijk Museum: “Witte Chrysanten”